# 駿發花園

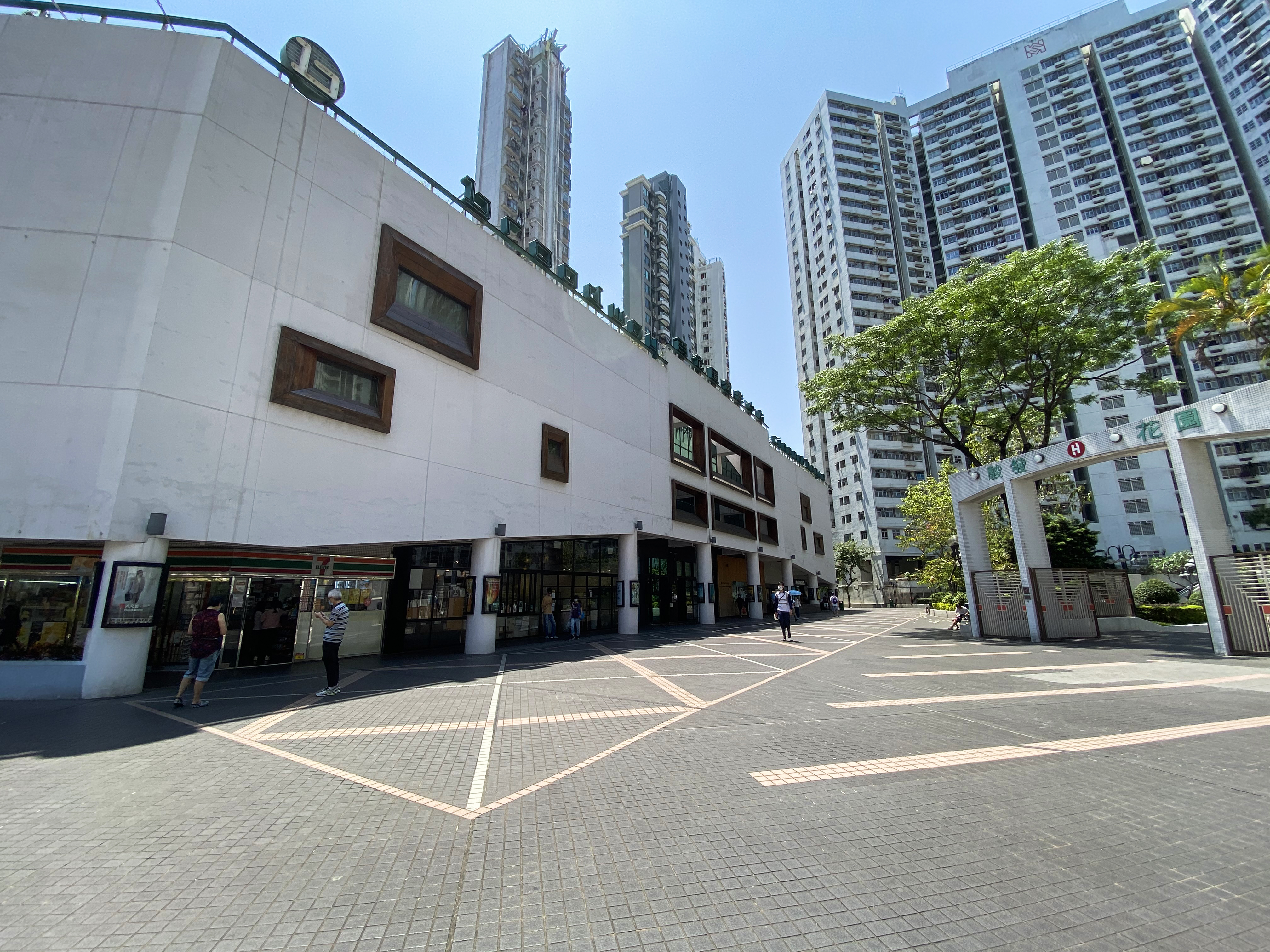
位於駿發花園旁的百老匯電影中心

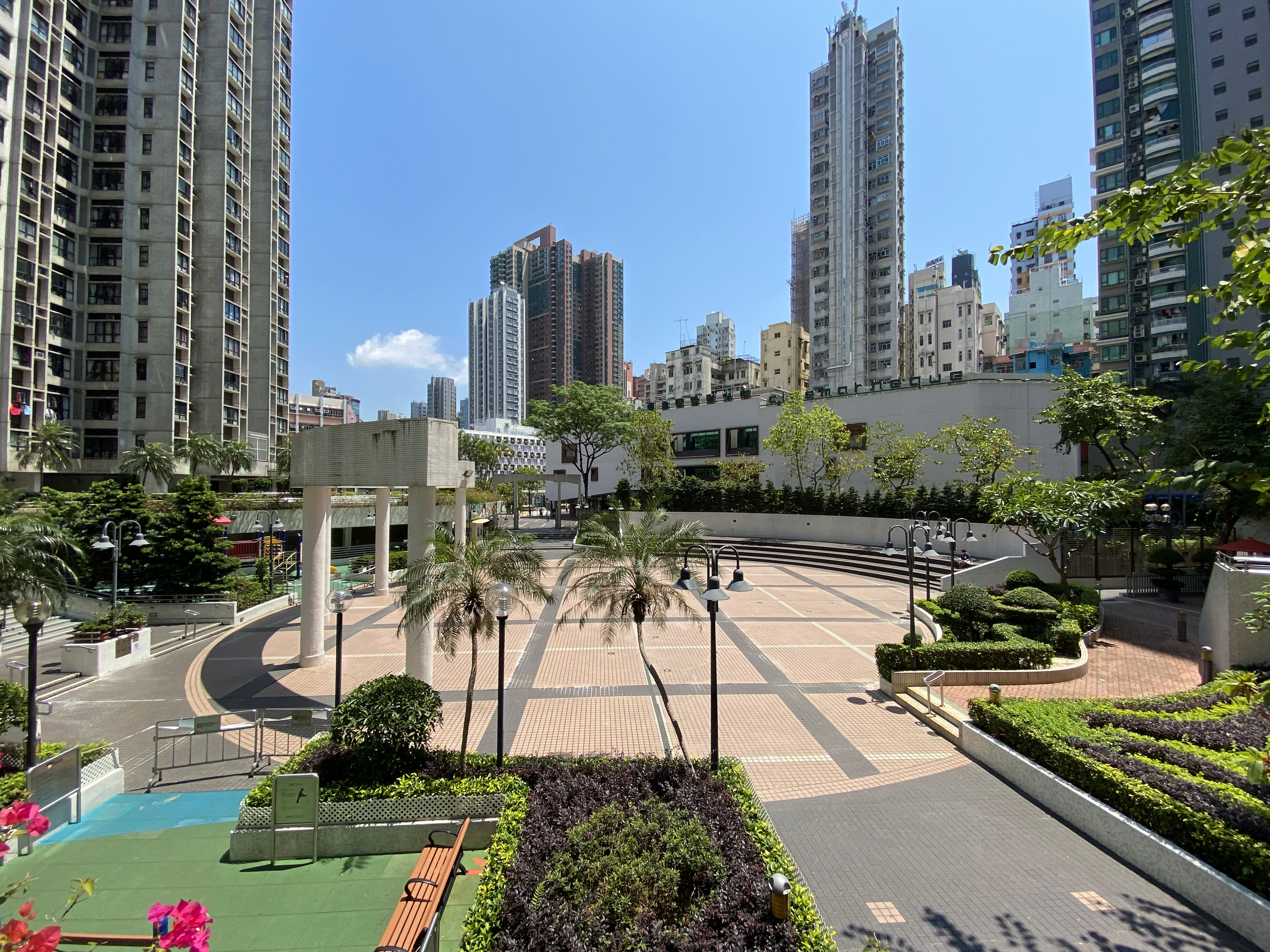
駿發花園廣場

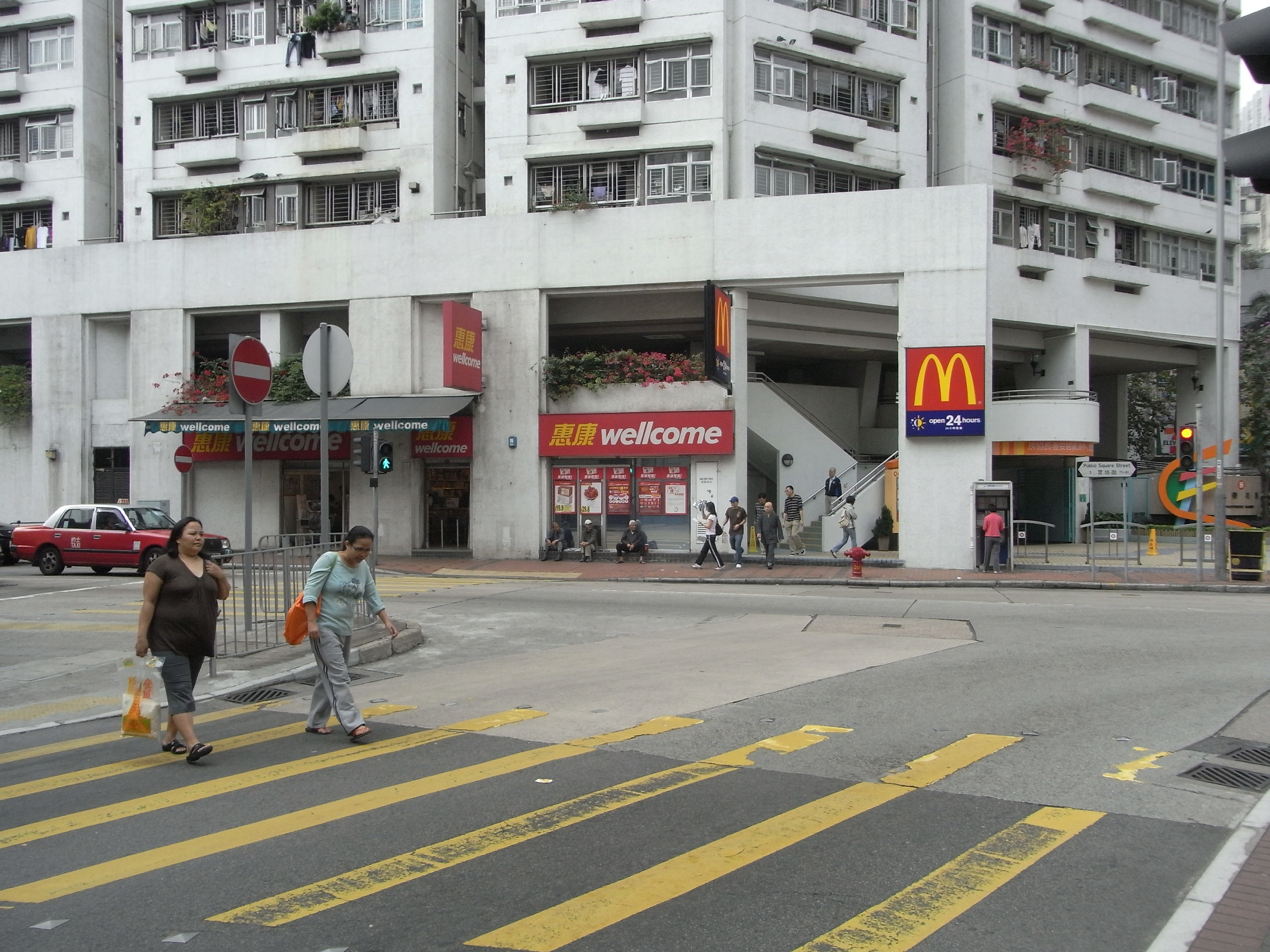
第5座南面設有惠康超級市場，麥當勞位於百老匯電影中心地下

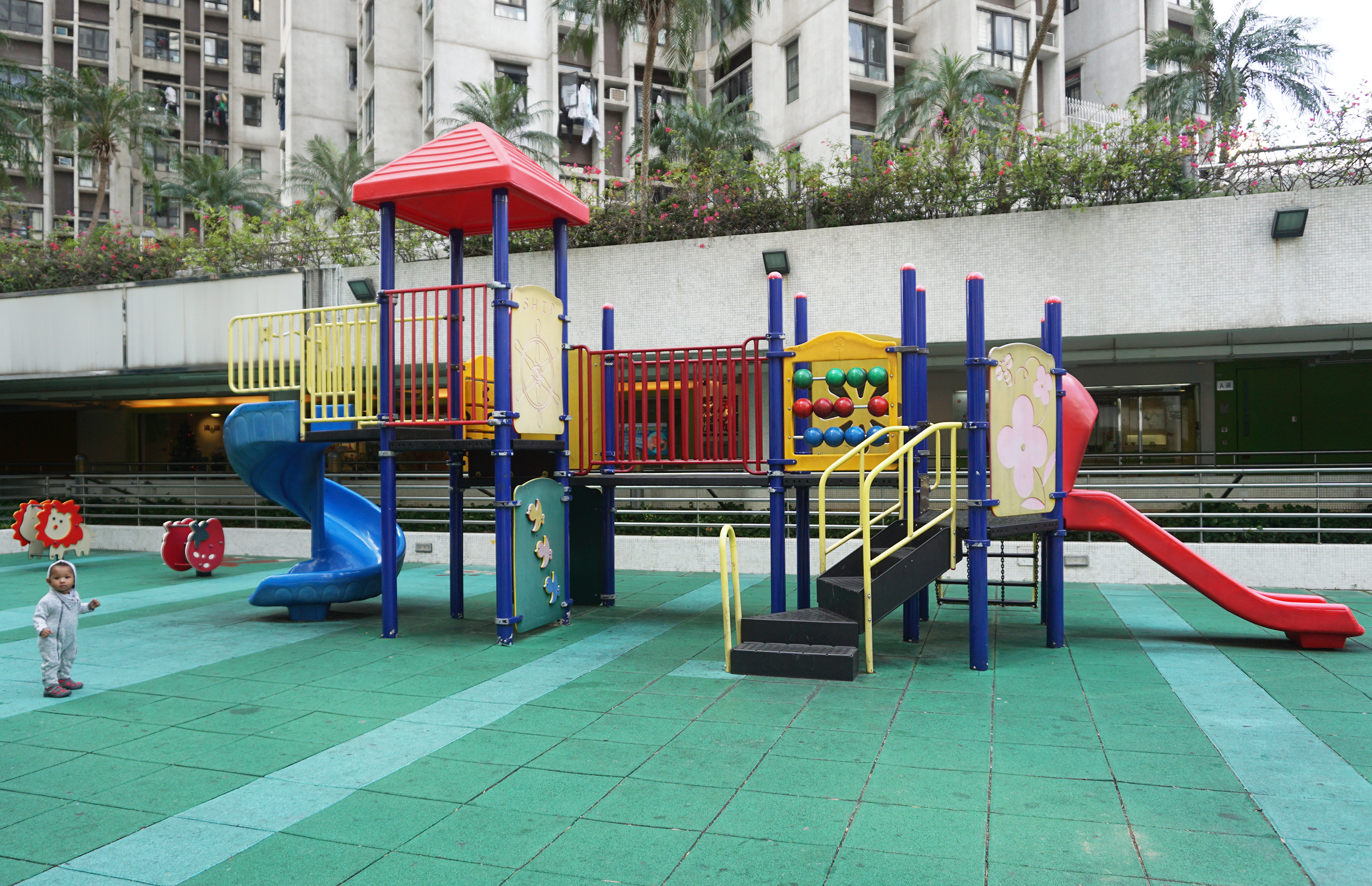
彈簧椅及滑梯

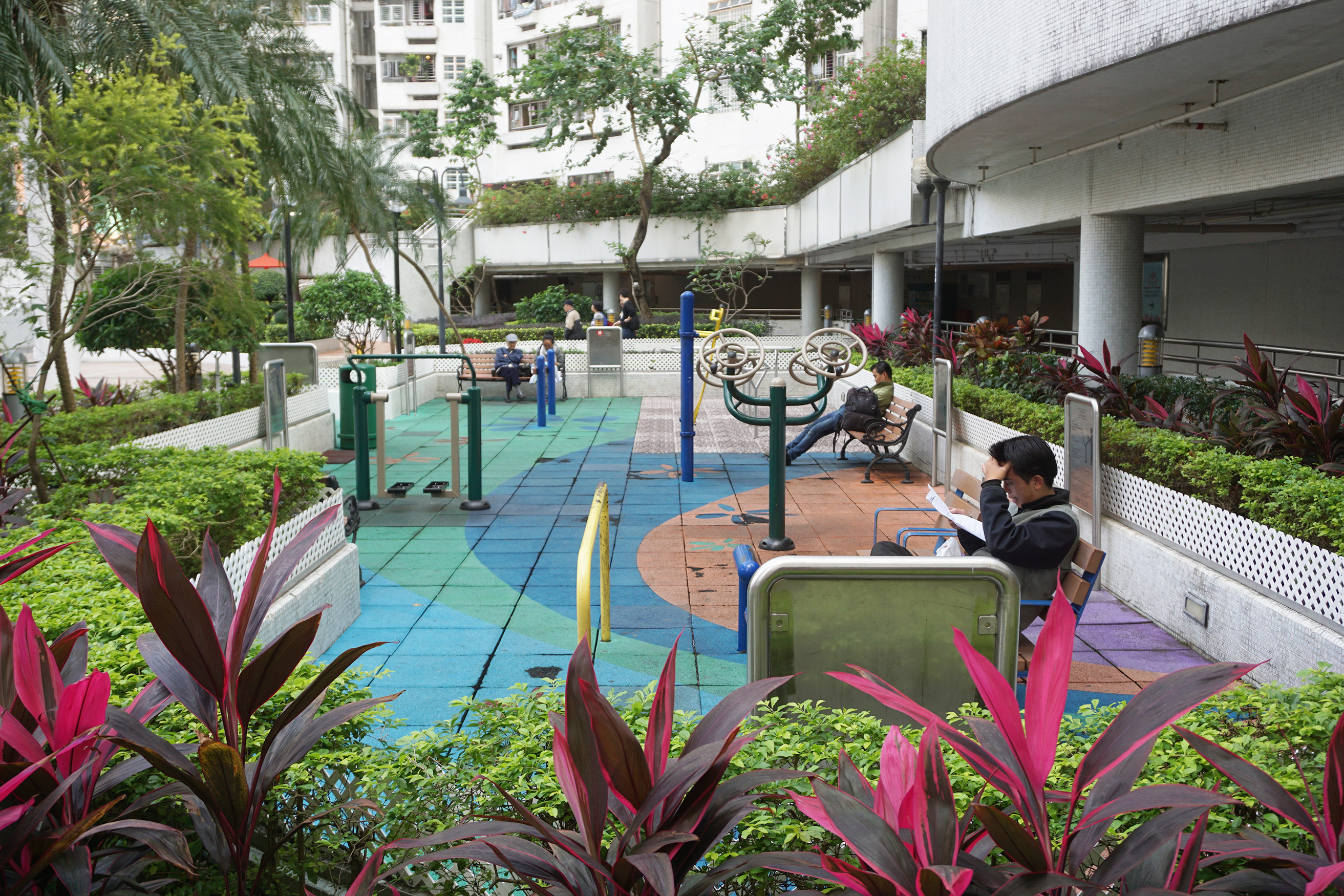
健體區及卵石路步行徑

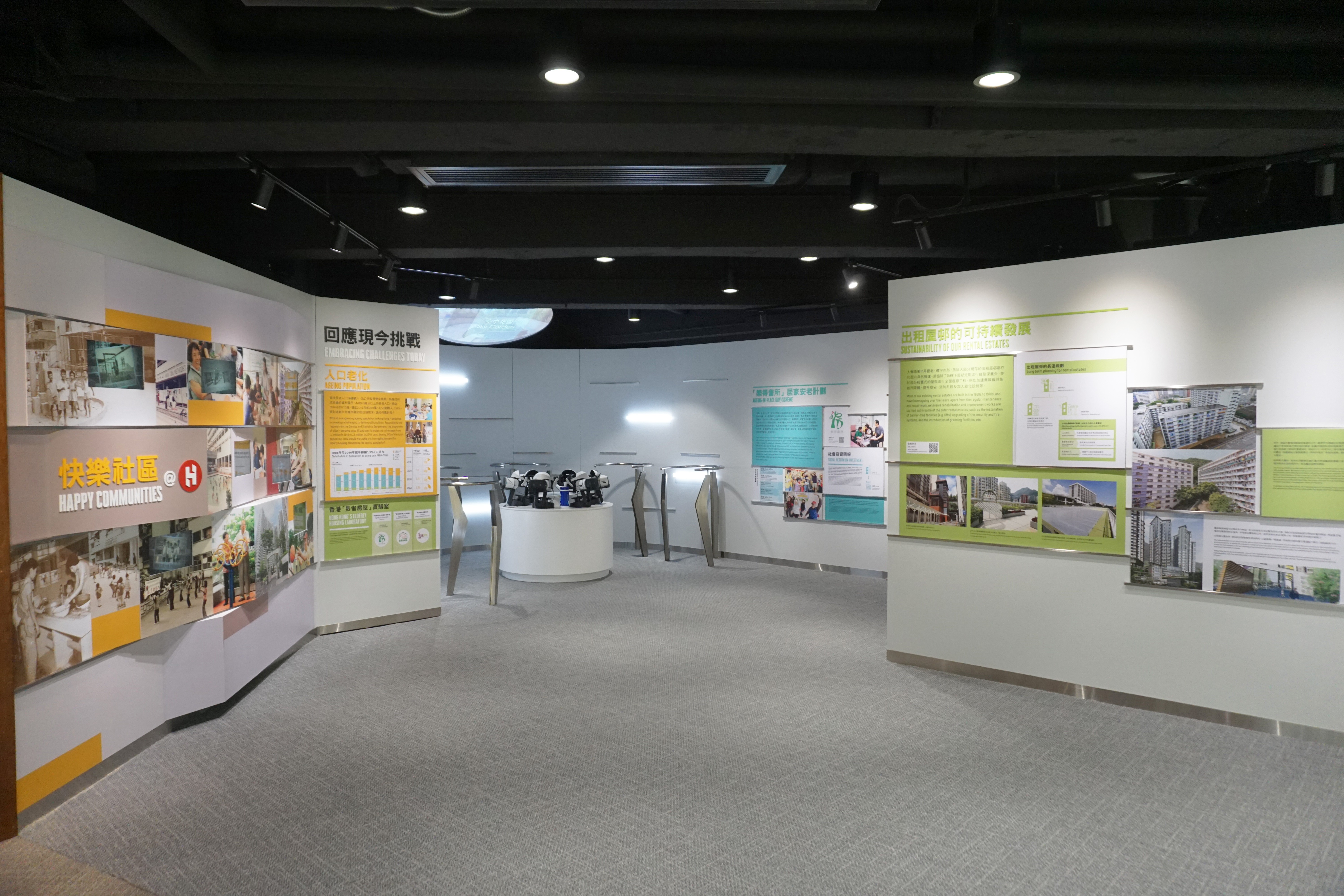
房協展覽中心長者房屋虛擬實境體驗

駿發花園（英語：Prosperous Garden）是香港房屋協會的綜合性發展計劃，包括了乙類出租屋邨及「市區改善計劃」屋苑，位於香港九龍油麻地廣東道、東莞街、澄平街及眾坊街交界。由伍振民建築師事務所設計，第一期（1,2及5座）由天順建築（今浙江建工轄下華營建築）承建；第二期（3及4座）由有利建築承建。屋苑共有五座，其中四座作出售用途，提供896個單位，與其他「市區改善計劃」的出售單位一樣，可於自由市場中買賣，不設任何申請資格和轉讓限制。另外一座作乙類出租屋宇用途，提供668個單位。

## 歷史
房協在1974年推出「市區改善計劃」，政府當時把油麻地利達街及祥瑞街的重建項目（利達街及祥瑞街已在重建時消失），交由房協籌辦，並興建屋宇。房協在該處分2期興建了駿發花園的5座大廈，第1期，即第1、2座，在1991年落成，是出售單位，讓資金回籠來支持第2期的重建工程；同年第5座亦落成，但它是資助房屋的乙類出租單位，讓第2期的遷拆戶原區安置。而第2期，包括第3及4座則是出售單位，中央花園及百老滙電影中心，在1995年落成。

## 出租單位面積及編配標凖
| 單位款式   | 編配標凖  | 單位間隔     | 室內樓面面積        |
| 一人單位   | 1人       | 開放式       | 約16.0平方米        |
| 小型單位   | 2-4人     | 可間兩房兩廳 | 約31.9 - 32.2平方米 |
| 中型單位   | 4-6人     | 可間兩房兩廳 | 約37.3平方米        |
| 大型單位   | 6人或以上 | 可間三房兩廳 | 約44.4 - 44.6平方米 |
| 年長者單位 | 1-3人     | 開放式       | 約15.9 - 37.3平方米 |
| 單人宿舍   | 4人       | 開放式       | 約44.4 - 44.6平方米 |

## 現況
駿發花園商場內有百老匯電影中心及房協長者安居資源中心辦事處，並設港鐵特惠站。2018年12月，為慶祝香港房屋協會踏入70周年，設佔地2,000呎的「房協展覽中心」啟用，展出多件歷史文物和介紹發展史。展覽中心於啟用初期率先接受團體預約參觀，到2019年1月起市民可於指定開放時間內在毋須預約下免費參觀。
駿發花園的公共空間分為三層，內圍花園廣場在日間開放，設置鐵閘和圍網。外圍公園有戲院咖啡廳書店、麥當勞和7-11等，24小時開放。而內圍花園為私人地方，住戶須按密碼出入並有保安員把守，閒人免進。舊油麻地警署近在咫尺，於第五座外圍對出。

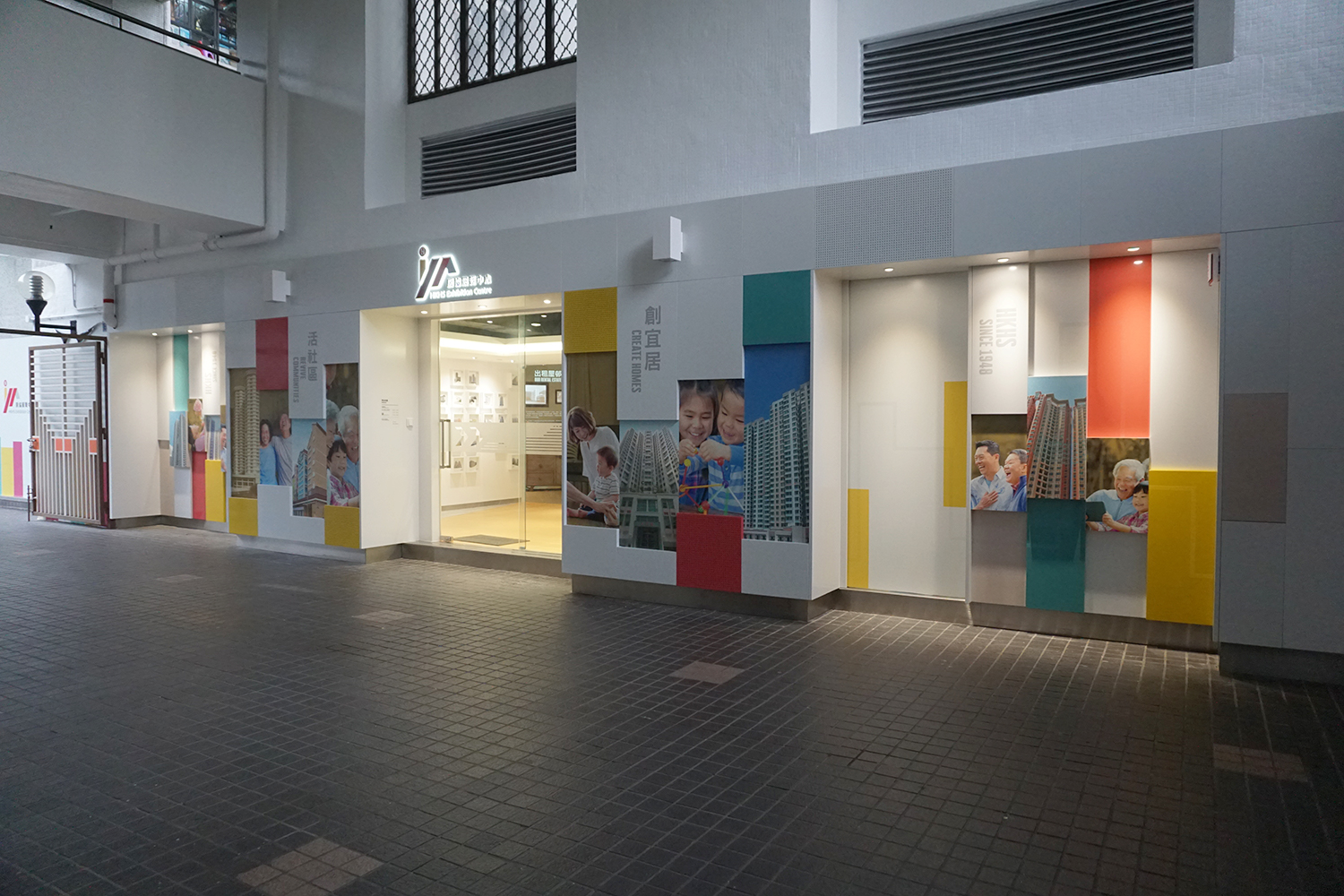
房協展覽中心入口
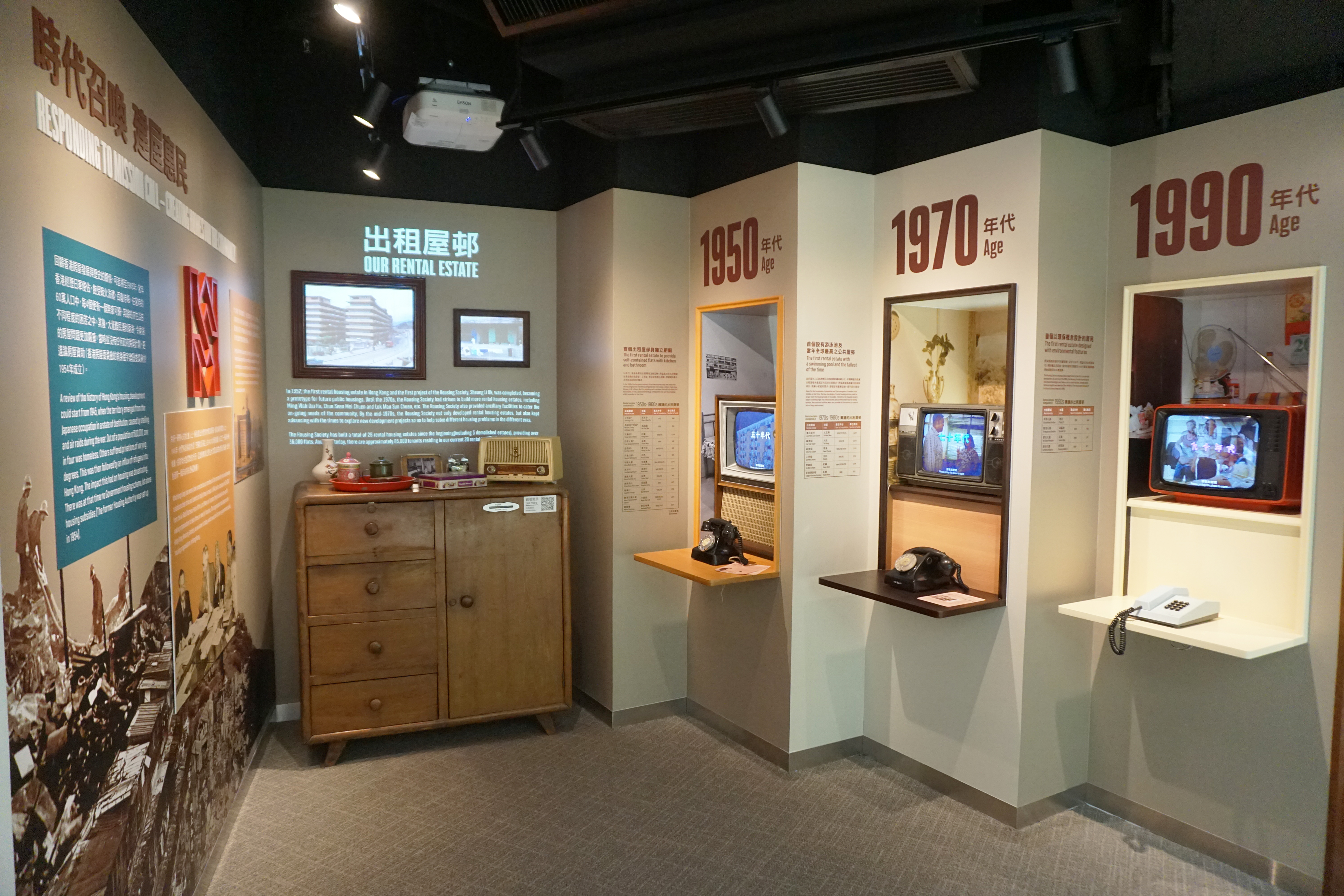
房協展覽中心出租屋邨的發展介紹
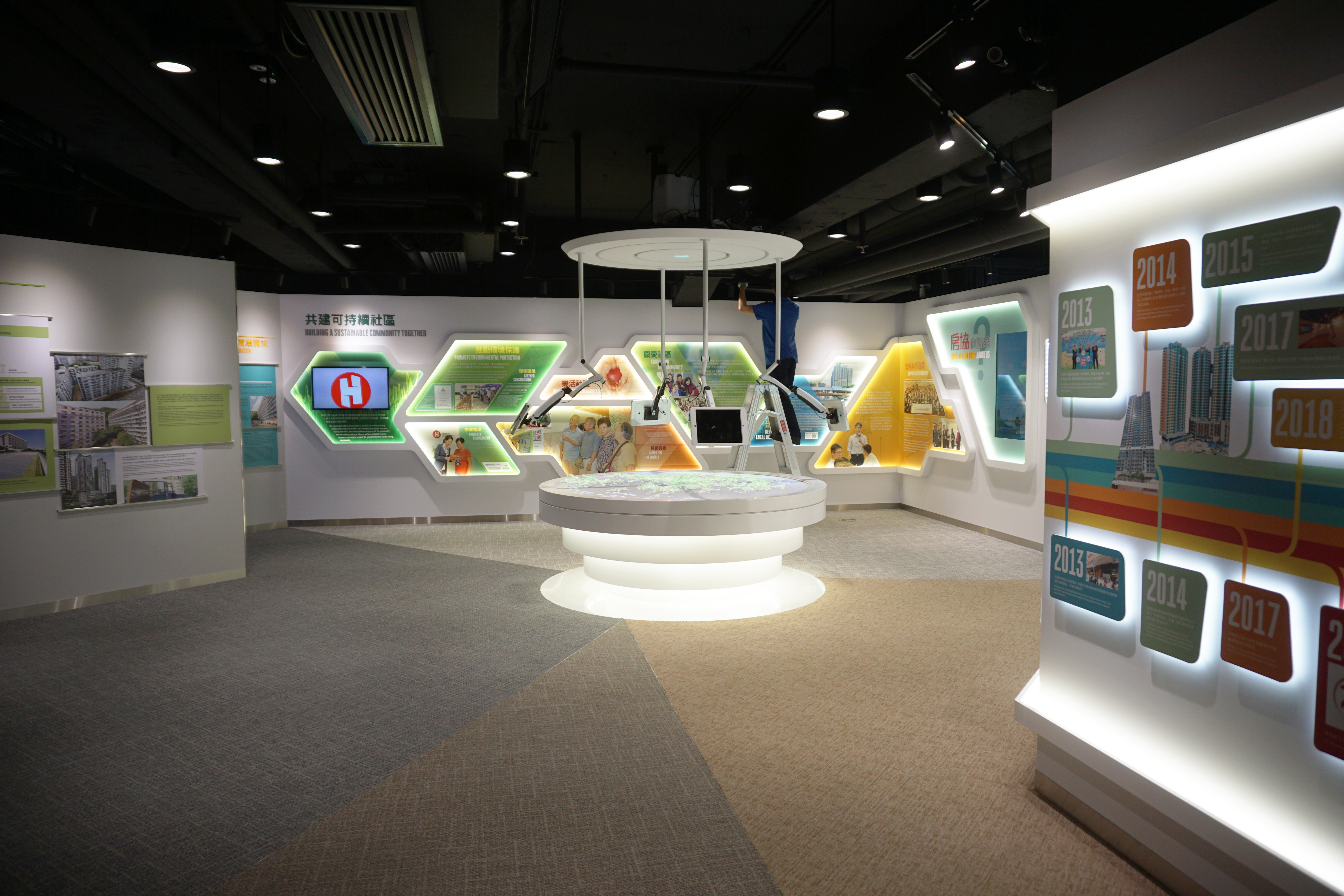
房協展覽中心多媒體互動桌面
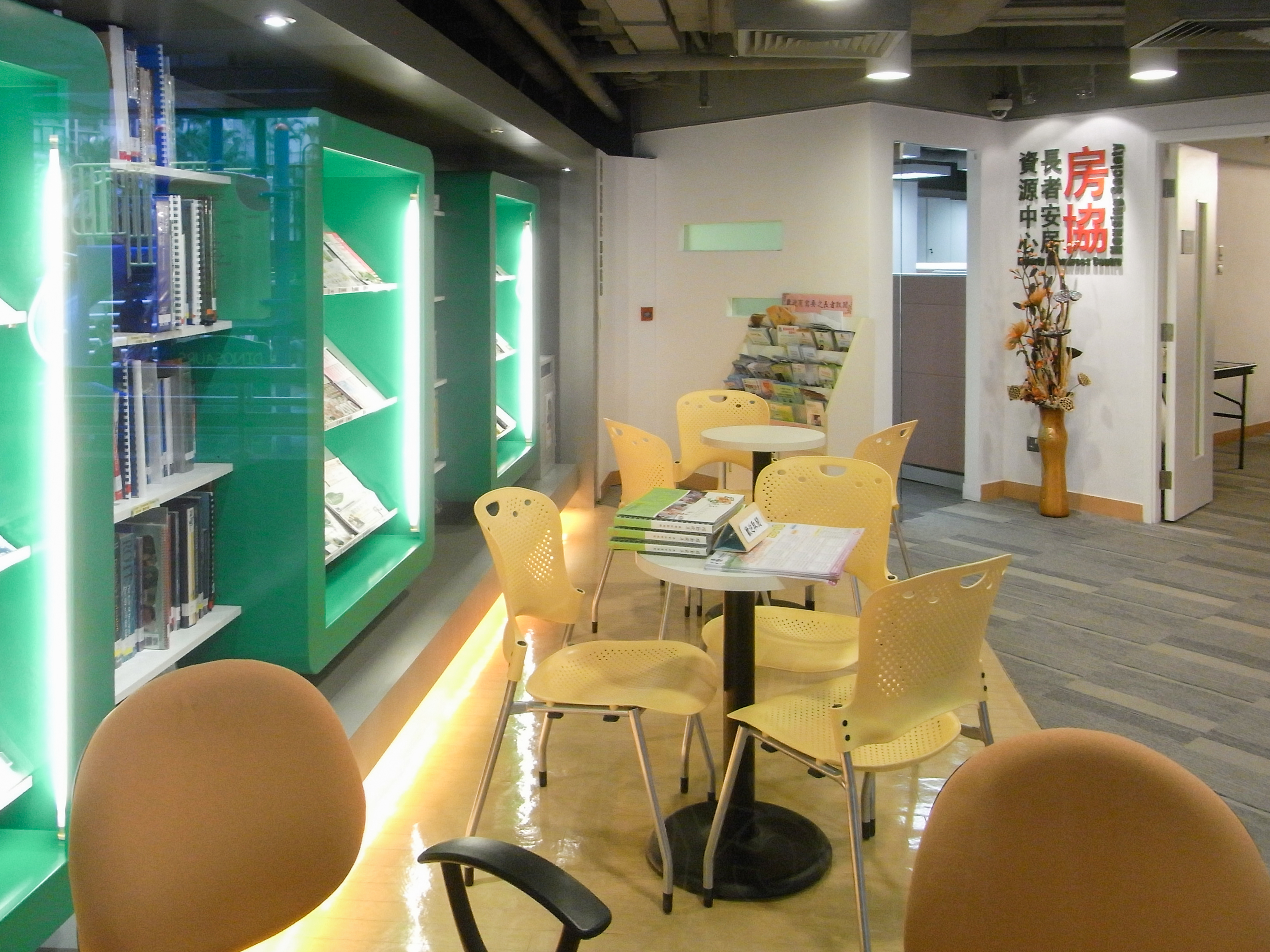
房協長者安居資源中心（2010年）

## 教育及福利設施

### 幼稚園
- 駿發花園浸信會幼兒學校 （1996年創辦）

### 綜合青少年服務中心
- 救世軍油麻地青少年綜合服務

### 長者日間護理中心
- 鐘聲慈善社田家炳老人日間護理中心 {

## 鄰近
- 東莞街，位於駿發花園外圍北邊，沿途為油蔴地天主教小學、東莞同鄉會方樹泉學校、中華基督教會灣仔堂基道小學等。
- 新填地街，油麻地段是一處食肆和廚房用品供應商的集中地。
- 廟街
- 上海街
- 榕樹頭
- 梁顯利油麻地社區中心